# Xan Valleys
Xan Valleys è il primo EP realizzato dalla indie band Klaxons. È stato registrato in Gran Bretagna il 16 ottobre 2006.
Tre dei brani contenuti al suo interno (Four Horsemen of 2012, Gravity's Rainbow e Atlantis to Interzone) sono compresi anche nell'album di debutto della band inglese, Myths of the Near Future, in versioni appositamente ri-registrate.
I brani Gravity's Rainbow ed Atlantis to Interzone sono anche stati remixati, rispettivamente, dai Van She e dai Crystal Castles.

## Tracce
1. Gravity's Rainbow – 2:34
2. Atlantis to Interzone – 3:18
3. Four Horsemen of 2012 – 2:29
4. The Bouncer – 2:14
5. Gravity's Rainbow (Van She Remix) – 5:24
6. Atlantis to Interzone (Crystal Castles Remix) – 4:12

## Formazione
- Jamie Reynolds: voce, basso
- James Righton: voce, tastiere, sintetizzatori
- Simon Taylor-Davis (Captain Strobe): chitarra, voce di supporto
- Steffan Halperin: batteria, voce di supporto